# 연장전
스포츠 게임에서 연장전(延長戰)은 승부를 가려야 하는 상황에서 원래 경기가 무승부로 끝났을 때 쓰는 방법이다. 연장전은 공인구를 사용하는 구기 종목에만 해당되며 구기종목에 비해 부상과 체력 소모가 월등히 심한 격투기 종목에서는 적용하지 않는다. 격투기 종목에서 정규경기시간 동인 승부를 내지 못할 경우 심판들에 의해 판정으로 승부를 결정하게 된다.

## 축구
총 30분이며 연장 전·후반 각 15분이다. 연장전에서도 승부가 나지 않은 경우에 승부차기로 이어지는 경우도 있다. 보통 EXTRA TIME이라고 하며 국제축구연맹의 공식 매치 리포트에는 'After Extra Time'의 약자인 'a.e.t.'로 표기된다.
과거에는 연장전에서 득점을 하면 바로 경기가 종료되는 ‘골든골’ 방식과 득점을 하더라도 바로 경기가 종료되지는 않지만 연장 전반에서 승부가 나면 바로 경기가 종료되는 ‘실버골’ 방식이 있었다. 현재는 득점에 관계없이 30분의 연장전을 모두 뛰어야 하는 초창기의 방식을 채택하고 있다.
청소년 축구에서는 전반전, 후반전 각각 10분씩 총 20분이다.

## 농구
총 5분이며 승부가 나면 다음 연장을 치르지 않는다는 점을 보아 실버골 방식이다.

## 아이스하키
대다수의 아이스하키 리그에서 정규 경기 시간인 60분 이내에 승리 팀을 결정짓지 못했을 경우 5분간의 연장전, 오버타임(Over time)이 주어진다. 골텐더를 제외하고 각 팀당 4명의 필드 선수들이 허용되며, 골든골 방식으로 한다. 만약 오버타임에서 득점하지 못했을 경우 슛아웃(Shootout, SO)으로 승자를 결정짓는다. 단, 플레이오프 경기인 경우 오버타임에서 득점이 나올 때까지 5분씩 새로이 연장한다.

## 핸드볼
총 10분이며 연장 전·후반 각 5분이다. 실버골 방식으로 한다.

## 펜싱
펜싱은 개인전에서 3바우트가, 단체전에서 9바우트가 동점으로 종료되었을 때 시행된다. 연장전이 시작하기 전 컴퓨터가 두 선수 / 팀들 중 한쪽을 무작위로 프리오리테 (Priorité: 우선권) 로 선정한다. 이때 적색불과 녹색불이 번갈아 깜빡이다가 한쪽 불이 점등 된 상태에서 멈추는데, 점등된 쪽이 프리오리테를 가져간다. 연장전 시간은 1분이다. 연장전에서는 양쪽 중 한쪽이 득점에 성공하면 그 순간에 바로 경기가 종료된다. 이 1분안에도 승부가 나지 않은 경우 프리오리테를 가진 쪽이 규정에 따라 승자가 되므로, 프리오리테를 가져가지 못한 쪽은 1분 안에 득점을 하여야 승리한다.

## 야구
KBO 리그에서는 10 이닝에서 12 이닝까지 한다. 골든골과 실버골이 혼합된 방식이다. 동점 상태에서 연장 이닝 초에 점수가 나면 그 이닝의 말까지는 상대팀에게 기회가 주어지나, 반대로 동점 상태에서 연장 이닝 말에 점수가 나면 바로 그 팀의 승리로 경기가 종료된다.

## 같이 보기
- 타이브레이크
- 재경기